# IC 4716
IC 4716 ist eine Balken-Spiralgalaxie vom Hubble-Typ SB im Sternbild Pfau am Südsternhimmel.
Das Objekt wurde am 14. September 1901 von DeLisle Stewart entdeckt.